# В ім'я Бога
«В ім'я Бога» або  «Бісміллах» (азерб. «Bismillah») — перший фільм азербайджанського режисера Аббаса-Мірзи Шаріфзаде, знятий в 1925 році на антирелігійну тему. Фільм знятий в період боротьби радянської влади з ісламською релігією в Азербайджані.

## Сюжет
Соціальна драма про релігійний фанатизм.

## У ролях
- Мірза Алієв — Мулла
- К. Вязнова — другорядна роль
- Мустафа Марданов — Гулу
- Тетяна Вишневська — другорядна роль
- Ібрагім Азері — другорядна роль
- М. Кірманшахли — другорядна роль
- Кязім Зія — другорядна роль
- Мовсун Санані — другорядна роль
- Мірмахмуд Казімовський — другорядна роль
- Гаджимамед Гафгазли — другорядна роль
- Касім Зейналов — другорядна роль
- Азіза Мамедова — другорядна роль
- Рза Афганли — син хана
- Сона Гаджиєва — епізод

## Знімальна група
- Режисери — Аббас-Мірза Шаріфзаде
- Сценарист — Павло Бляхін
- Оператор — Аркадій Яловой
- Художники — Костянтин Євсєєв, А. Плаксін